# Slavica Đukić
Slavica Đukić (Veliko Gradište, 7 de janeiro de 1960) é uma ex-handebolista profissional iugoslava, naturalizada austríaca, campeã olímpica.
Slavica Đukić atuava como goleira, fez parte da geração medalha de ouro em Los Angeles 1984 e disputou em 1988 pela Iugoslávia. Depois, ela representou a Áustria em Barcelona 1992, com um quinto lugar.